# Speldenkussen

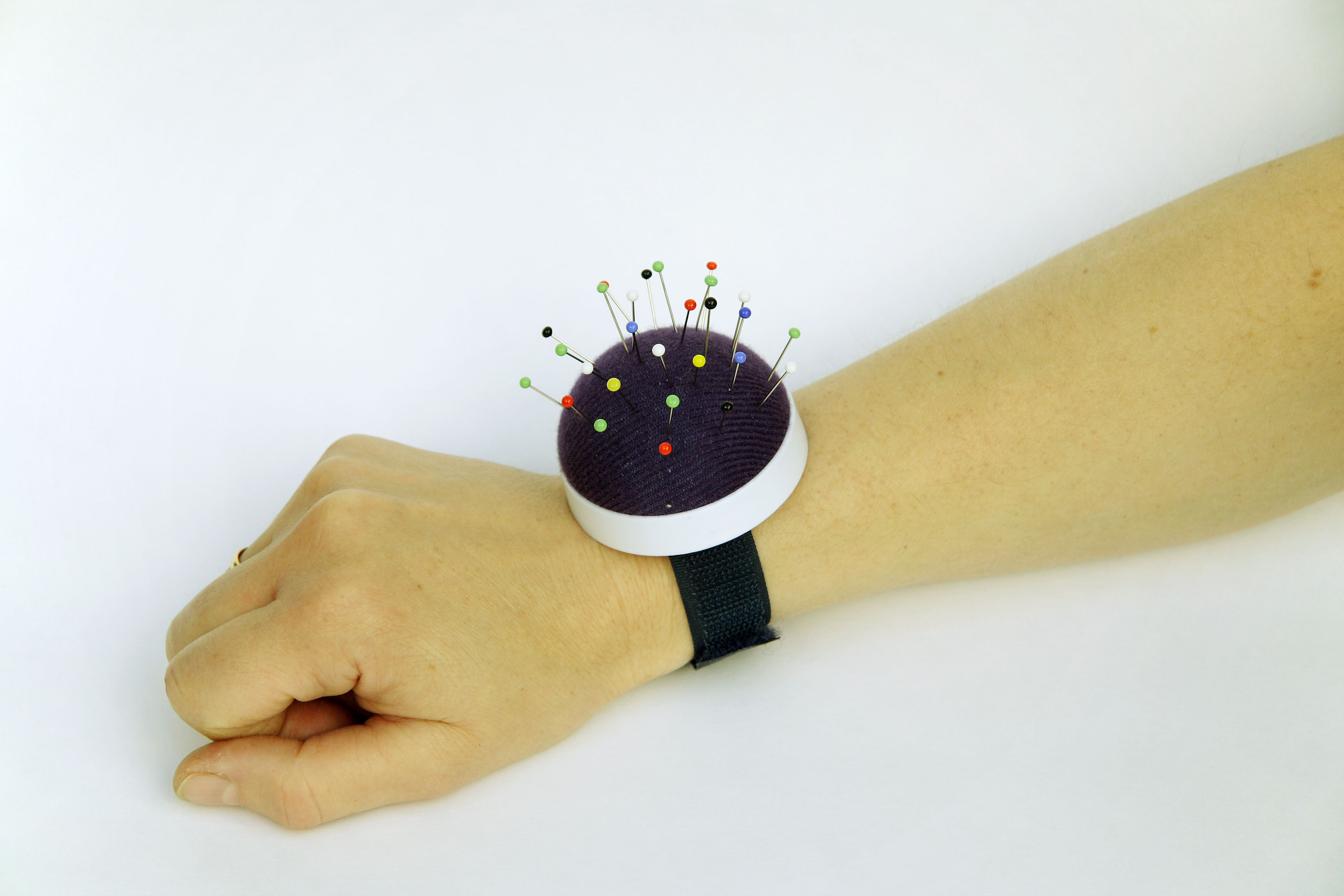
Een draagbaar speldenkussen.

Vroeg-zeventiende-eeuws fluwelen speldenkussen met goudborduursel en parels, gemaakt door klopjes. Dit is de onderkant; in het medaillon wordt met pareltjes het Mariamonogram MAR weergegeven. De bovenkant is geborduurd met het Christusmonogram IHS en drie kruisnagels, met grote hoeveelheden parels en vier halfedelsteentjes.

Een speldenkussen is een klein kussentje waar spelden en naalden in gestoken kunnen worden, zodat deze tijdens het naaien en handwerken gemakkelijk kunnen worden gepakt, maar ook veilig kunnen worden opgeborgen.
In Nederland werden speldenkussens van de 17e tot de 20e eeuw soms rijk uitgevoerd, waarbij de functie als gebruiksvoorwerp op de achtergrond kon raken. Bijvoorbeeld een paars fluwelen speldenkussen met ivoren zijkanten in de vorm van een wapenschild of een zijden kussen uit 1901 dat als huwelijksgeschenk diende en waarop met glazen kraaltjes de initialen van het echtpaar aangebracht waren.

## Leucospermum
In een aantal talen hebben struiken uit het geslacht Leucospermum door hun bloemvorm de naam 'speldenkussen': 'speldekussing' in het Afrikaans en 'pincushion' in het Engels. 